# Radio ZU
Radio ZU este un post de radio din România, lansat la data de 29 septembrie 2008 de trustul media Intact.
A fost lansat printr-o investiție inițială de aproximativ 500.000 de euro.
Radio ZU se axează pe formatul de Contemporary Hit Radio și are un program generalist, cu 60% producție proprie.
Publicul țintă este format din persoane cu vârstă cuprinsă între 15 și 30 de ani.
Printre realizatorii postului se numără: Mihai Morar și Daniel Buzdugan. Radio ZU este primul radio ascultat în București și este cu cea mai mare creștere, cu un market share de 16%. Radio ZU mai are un rebrand muzical și se numește FORZA ZU, folosit pentru concerte și multe altele.
În aprilie 2014, a fost lansat și ZU TV pe frecvența defunctului GSP TV, fiind o televiziune de muzică.

## Frecvențe
- București 89.0
- Baia Mare 98.5
- Bacău 92.5
- Bârlad 97.3
- Brașov 97.2
- Bușteni 90.5
- Buzău 92.5
- Botoșani 93.1
- Călărași 94.3
- Cluj-Napoca 87.8
- Constanța 107.5
- Comănești 90.3
- Craiova 95.9
- Deva 89.3
- Eforie Nord 100.6
- Focșani 89.4
- Galați 94.8
- Găești 100.5
- Hârlău 105.3
- Iași 104.0
- Mahmudia (în Delta Dunării) 88.9
- Medgidia 95.1
- Moreni 94.4
- Moroeni 87.8
- Negrești (în Moldova) 105.5
- Oradea 93.9
- Piatra-Neamț 89.3
- Pitești 88.3
- Ploiești 105.7
- Predeal 90.0
- Putna 101.0
- Râmnicu Vâlcea 95.7
- Sibiu 96.6
- Sighișoara 105.9
- Slatina 92.4
- Slobozia 90.9
- Suceava 95.3
- Târgoviște 98.5
- Târgu Jiu 97.3
- Târgu Mureș 98.0
- Tecuci 91.0
- Timișoara 95.0
- Titu 91.9
- Topolog 90.6
- Tulcea 101.8
- Vaslui 107.2

### Afliliați
- 89.3 FM - Sighet FM (Sighetu Marmației) Luni – Vineri (7:00 – 10:00)
- 90.2 FM - Radio Star (Făgăraș) Luni - Vineri (7:00 - 13:00), Sâmbătă (8:00 - 11:00, 13:00 - 15:00), Duminică (8:00 - 11:00, 15:00 - 17:00)
- 97.8 FM - Viva FM (Fălticeni) Luni – Vineri (7:00 – 10:00)
- 103.9 FM - Viva FM (Pașcani) Luni – Vineri (7:00 – 10:00, 18:00 – 19:00)